# Уонгануи
Уонгану́и (англ. Whanganui; Wanganui) — город и одноимённый округ в новозеландском регионе Манавату-Уангануи. В ряде русскоязычных энциклопедий, в частности в первом издании «БСЭ», описывается как Вангануи. Как и многие другие города Новой Зеландии, Уонгануи до реформы местного самоуправления 1989 года имел статус города (англ. city). Однако теперь им управляет окружной совет (англ. District Council).

## Название
В переводе с языка маори название города означает «большая бухта». Европейские колонисты назвали город Питер (англ. Petre), в честь лорда Питера (офицера Новозеландской компании), однако это название не прижилось.
До декабря 2009 года, когда Географическое общество Новой Зеландии рекомендовало использование написания «Whanganui», официальным названием города было «Wanganui». В настоящее время в английском языке возможно использование обоих вариантов.

## География
Город Уонгануи расположен на берегу бухты Таранаки, недалеко от устья одноимённой реки. Город находится примерно в 200 км к северу от Веллингтона и в 75 км к северо-западу от Палмерстон-Норта. Большая часть Уонгануи расположена на северо-западном берегу реки, хотя часть пригородов находится на противоположном берегу.
Климат умеренный. Среднегодовое количество осадков составляет около 900 мм. В зимние месяцы иногда случаются заморозки.

## История

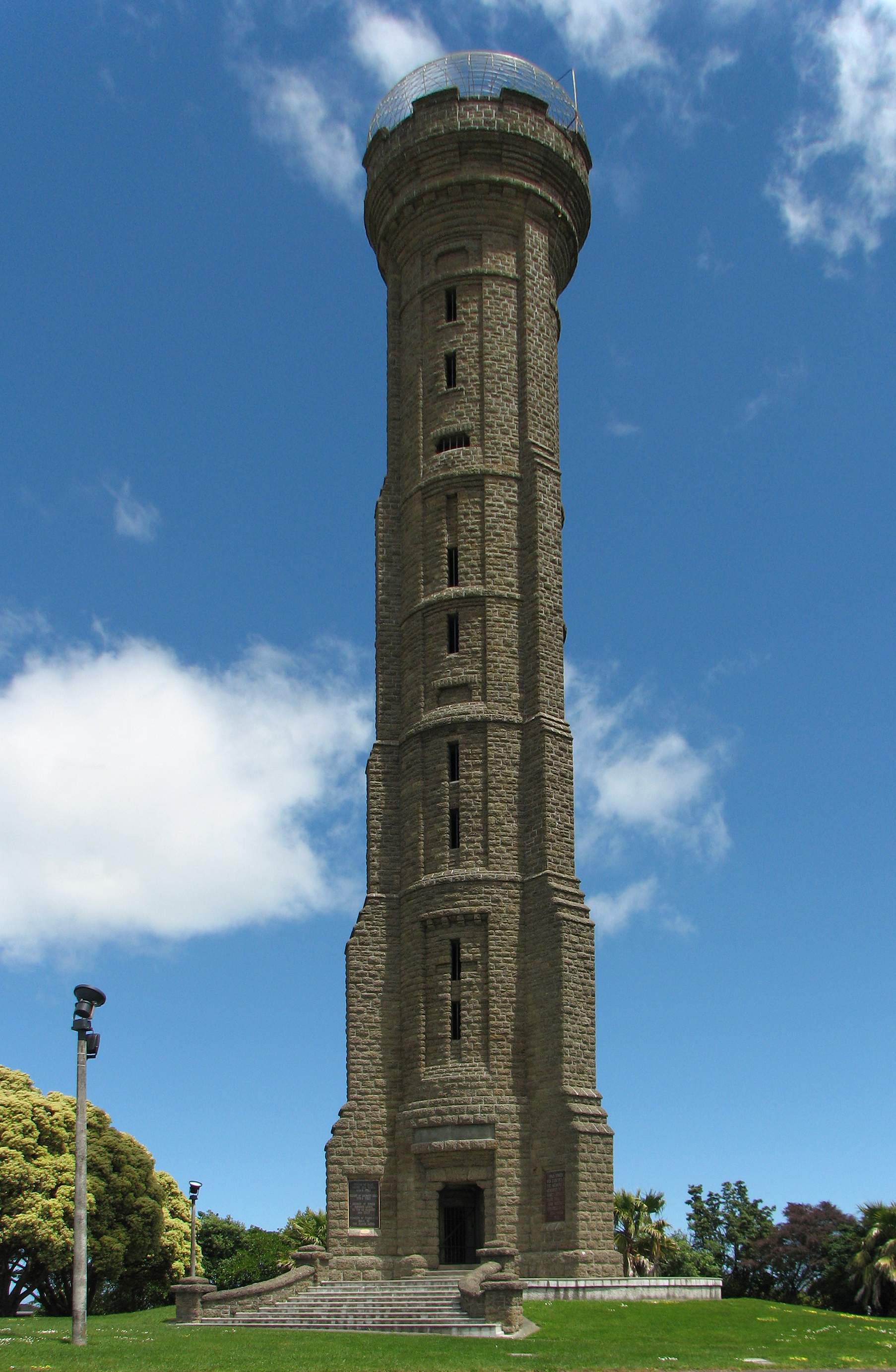
Военная мемориальная башня

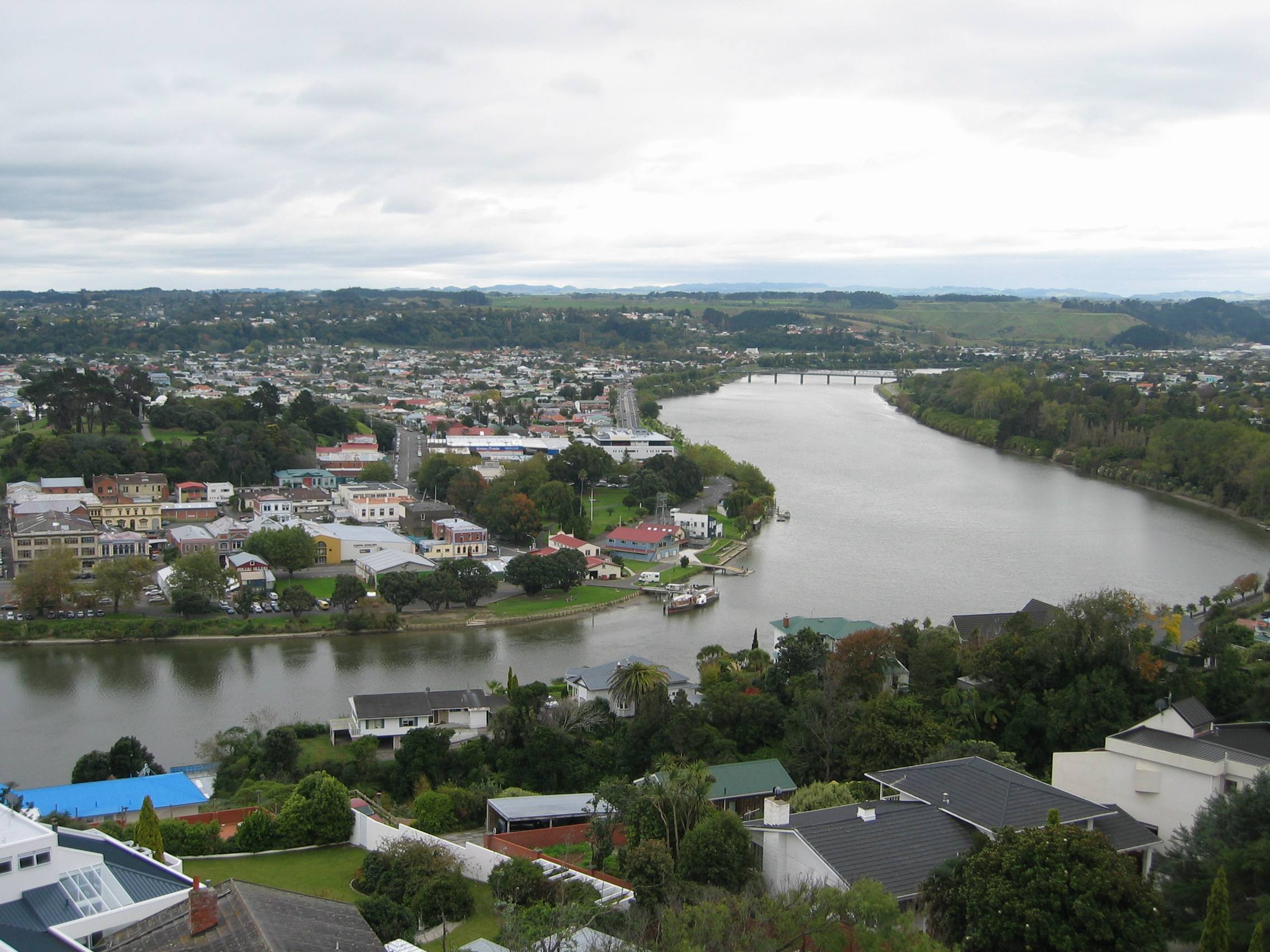
Город Уонгануи и одноимённая река

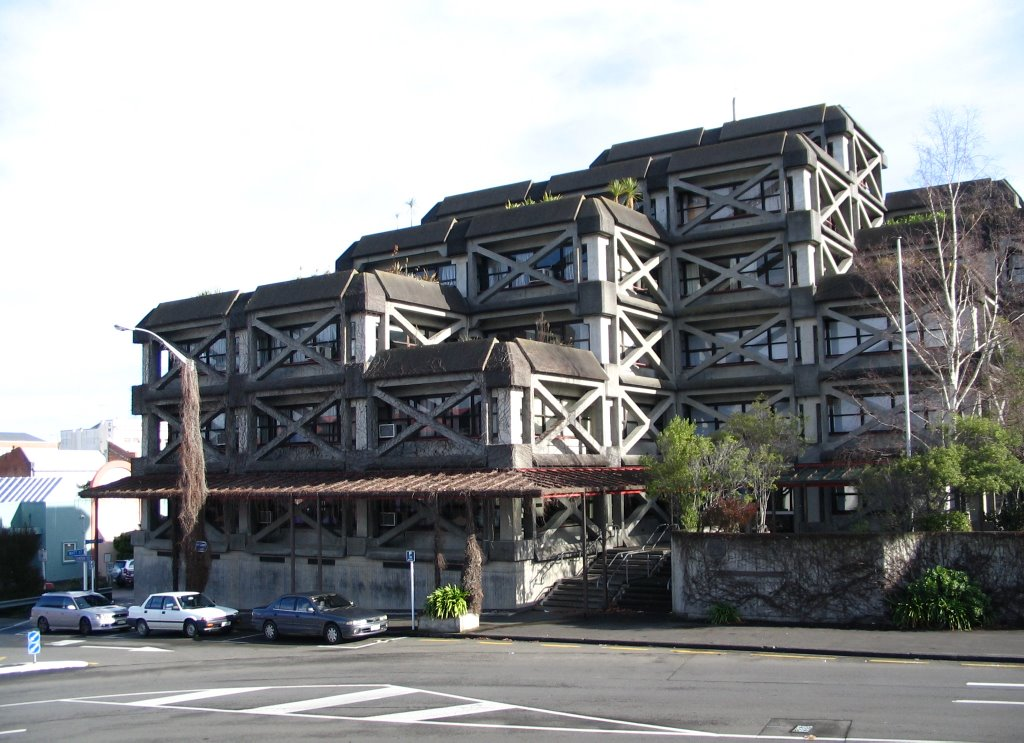
Дом-терраса

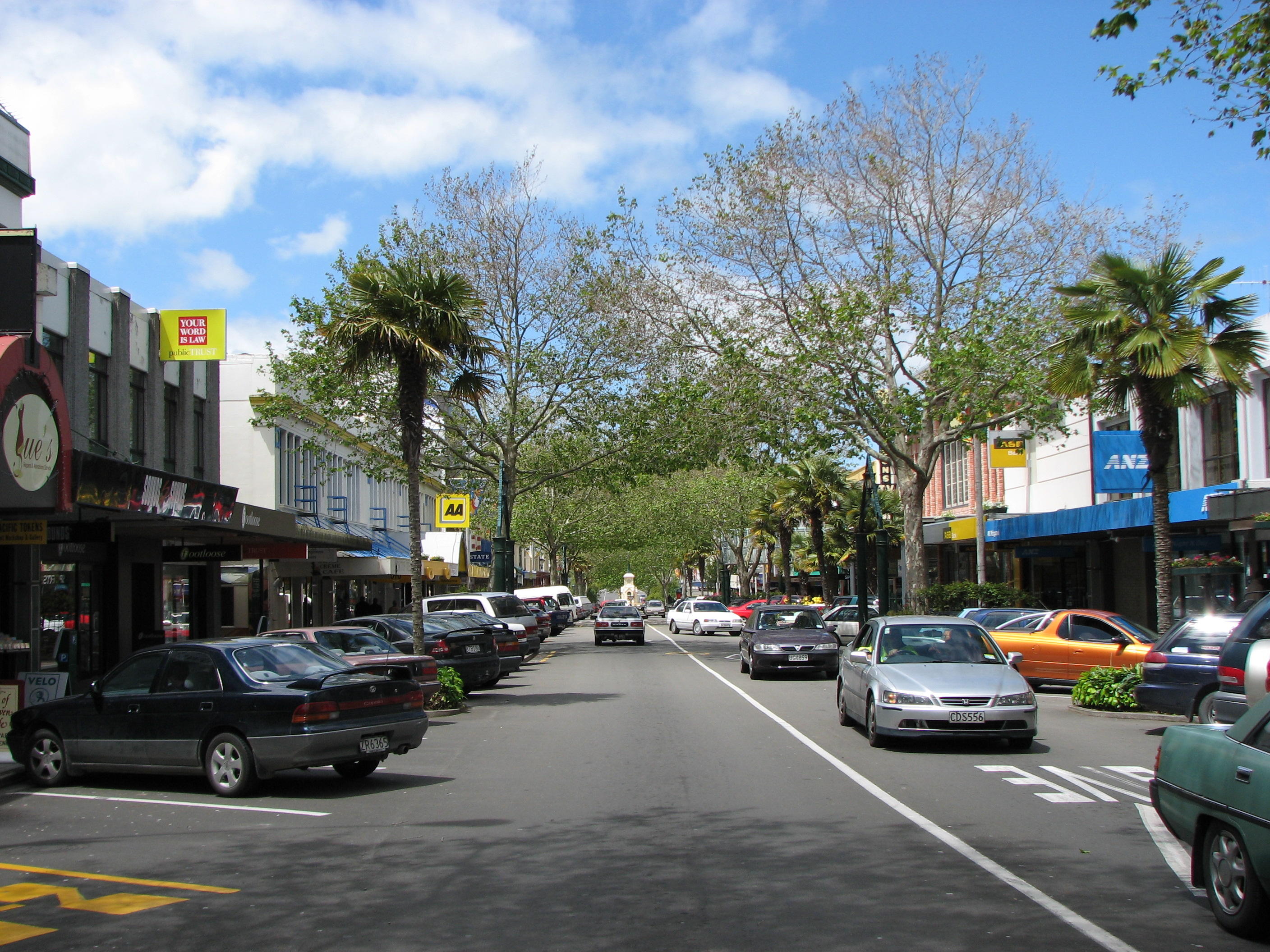
Главная улица города

Район вблизи устья реки Уонгануи задолго до появления европейских колонистов был местом проживания новозеландского народа маори. В 1820-х годах местные племена атаковали остров Капити, на котором проживало племя нгати-тоа во главе с Те-Раупараха. В 1830 году уже Те-Раупараха напал на па Путики, маорийское фортификационное сооружение, и вырезал значительную часть местных жителей.
Первые европейские торговцы появились в окрестностях Уонгануи в 1831 году. За ними в 1840 году последовали христианские миссионеры, которые собирали подписи в поддержку Договора Вайтанги. После того, как в Веллингтоне обосновалась Новозеландская компания, которая контролировала процесс колонизации островов, она начала активные поиски подходящих участков земли для поселенцев. В 1840 году Эдвардом Уэйкфилдом были проведены переговоры по продаже 40 тысяч акров земли в районе Уонгануи. В скором времени в устье реки было основано европейское поселение, получившее название Petre. 20 января 1854 года название города было официально изменено на Уонгануи (англ. Wanganui).
Ранние годы существования города были достаточно проблемными. Покупка земли у местных племён маори была совершена с многочисленными нарушениями, а сами маори были крайне недовольны появлением на их землях европейцев, получивших прозвище пакеха. Окончательное соглашение между сторонами было достигнуто только спустя восемь после основания Уонгануи.
После этого город быстро развивался, а прилежащие земли были расчищены под пастбища. В годы Новозеландских земельных войн Уонгануи был главной военной базой европейских колонистов. В 1871 году был открыт городской мост, а спустя шесть лет до него дошла железная дорога. В 1886 году Уонгануи был соединён железной дорогой с городами Нью-Плимут и Веллингтон.
1 февраля 1872 года Уонгануи получил статус боро, а 1 июля 1924 года — статус города.

## Население
По данным переписи населения 2006 года, в округе проживало 42 639 жителей, что на 630 человек, или 1,5 %, меньше, чем было зарегистрировано в ходе переписи 2001 года.
Показатели по половым категориям в городе были следующие: 20 478 мужчин и 22 158 женщин. Показатели по возрастным категориям: 21,6 % жителей до 15 лет, 17,3 % жителей старше 65 лет. Средний возраст составлял 39,7 года. Средний возраст представителей народа маори составлял 22,7 года. Среди них доля жителей младше 15 лет составляла 36,1 %, старше 65 лет — 4,7 %.
Расовый состав населения был 74,2 % европейцев, 22 % маори, остальные — представители народов Океании и азиаты. Доля латиноамериканцев и африканцев была незначительной. Доля жителей, родившихся за рубежом составляла, 11,4 %. Из иностранцев преобладали выходцы из Великобритании. Основным языком общения в городе был английский язык. Другой по распространённости язык — маори (им владело 4,1 % всего населения города, или 27,5 % представителей коренного новозеландского народа маори).
Доля семей, в которых были дети, составляли 35,3 % жителей; доля бездетных семей — 40,9 %; доля неполных семей с хотя бы одним ребёнком — 23,7 %. Домашние хозяйства из одной семьи составляли 64,5 % всех домашних хозяйств Уонгануи. Средний размер домашнего хозяйства — 2,4 человека. 50 % хозяйств имели доступ в Интернет, 89,1 % — домашний телефон, 67,8 % — мобильный телефон.
Средний доход на человека старше 15 лет — NZ$ 19 800. Доля жителей старше 15 лет, средний доход которых NZ$ 20 000 или ниже, составлял 50,6 %, а для жителей, доход которых выше NZ$ 50 000, — 10,9 %. Уровень безработицы в Уонгануи в 2006 году достигал 6,6 %.

## Города-побратимы
- Тувумба (Австралия; с 1983 года)
- Нагаидзуми (Япония; с 1988)[16]